# Campionato italiano a squadre di calcio da tavolo 1997 FISCT
Il Campionato italiano a squadre di calcio da tavolo del 1997 si è svolto a  Cormons, il girone di andata, e a Roma, il girone di ritorno.

## Classifica
|  | Classifica finale 1997 | P   |
|  | ---------------------- | --- |
|  | Black and Blue Pisa    | 33* |
|  | Perugia                | 33  |
|  | Stella Artois          | 29  |
|  | Serenissima            | 25  |
|  | La Miniatura           | 20  |
|  | The Bullets            | 13  |
|  | DLF Gorizia            | 9   |
|  | Casamassima            | 0** |

*Visto il pareggio di punti tra Black and Blue Pisa e Perugia, è stato effettuato uno spareggio, a partita secca, tra Simone Bertelli e Stefano De Francesco. Spareggio vinto per 1-0 da Bertelli.
**Casamassima non ha disputato il girone di andata.

## Formazione della Squadra Campione D'Italia
| Bertelli Simone      |
| Giulianini Giancarlo |
| Pinto Lorenzo        |
| Toni Alessandro      |
| Cattani Emanuele     |
| Lupi                 |
| -------------------- |